# توم هينيسي
توم هينيسي (بالإنجليزية: Tom Hennessey)‏ هو لاعب كرة قدم أمريكية أمريكي، ولد في 15 فبراير 1942 في بوسطن في الولايات المتحدة، وتوفي في 22 يوليو 2012 في بروكلين في الولايات المتحدة.

## وصلات خارجية
- توم هينيسي على موقع مرجع كرة القدم المحترفة.كوم (الإنجليزية)